# Теммел, Свен
Свен Теммел (нем. Swen Temmel; род. 25 августа 1991, Грац, Австрия) — американский актёр и продюсер австрийского происхождения.

## Биография
Свен Теммел родился 25 августа 1991 года в городе Грац, Австрия. В возрасте шести лет вместе с родителями переехал в Лос-Анджелес, США. Изучал актёрское мастерство в Институт театра и кино Ли Страсберга.
В 2021 году актёр снимался в вестерне под названием «Раст» режиссёра Джоля Соузы, когда 21 октября на съёмочной площадке произошёл инцидент, приведший к гибели кинооператора Галины Хатчинс. После произошедшего, Свен Теммел принял решение покинуть проект.
В 2023 году Теммел исполнил небольшую роль в фильме Гая Ричи «Переводчик».
В 2024 году Свен Теммел сыграл одну из главных ролей, а также выступил продюсером комедийного боевика «Команда зачистки», в котором его партнёрами по съёмкам стали Антонио Бандерас, Мелисса Лео и Джонатан Рис-Майерс. В 2025 году снялся в боевике «Охота на воров 2: Пантера».

## Фильмография
| Год  |   | Русское название          | Оригинальное название       | Роль                        |
| ---- | - | ------------------------- | --------------------------- | --------------------------- |
| 2010 | с | Молодые и дерзкие         | The Young and the Restless  | Виктор Ньюман (в молодости) |
| 2011 | ф | Время                     | In Time                     | Брайтлинг                   |
| 2013 | с | Касл                      | Castle                      | Фрэнк Хенсон (в молодости)  |
| 2018 | ф | Точка возврата            | Backtrace                   | Джон Труби, грабитель       |
| 2019 | ф | После                     | After                       | Джейс                       |
| 2019 | ф | 10 минут спустя           | 10 Minutes Gone             | Бакстер                     |
| 2020 | ф | День курка                | Boss Level                  | полицейский #2              |
| 2020 | ф | Сила стихии               | Force of Nature             | Ходжес                      |
| 2020 | ф | Приказано: Уничтожить     | Hard Kill                   | Дэш Хоукинс                 |
| 2020 | ф | Брешь                     | Breach                      | Фицджеральд                 |
| 2021 | ф | Полночь на злаковом поле  | Midnight in the Switchgrass | Гэри, местный полицейский   |
| 2021 | ф | Выжить в игре             | Survive the Game            | Кэл                         |
| 2022 | ф | Гнев во спасение          | Savage Salvation            | Элвис Кинкейд               |
| 2023 | ф | Переводчик                | Guy Ritchie's The Covenant  | Джо, боец спецназа          |
| 2024 | ф | Отряд преступников        | Outlaw Posse                | Уиллис                      |
| 2024 | ф | Команда зачистки          | The Clean Up Crew           | Чак                         |
| 2025 | ф | Охота на воров 2: Пантера | Den of Thieves 2: Pantera   | Милан Ловрен                |